# Janvier 1810

## Événements
- 6 janvier : traité de Paris. La Suède obtient la Poméranie suédoise et Rügen en échange de son entrée dans le blocus continental[1].

- 13 janvier (1er janvier du calendrier julien) : création du conseil d’État remplaçant le Conseil permanent en Russie[2] (application très partielle des propositions de Speranski, qui en devient le secrétaire). Il est composé de 35 dignitaires nommés, qui examinent les projets de loi, sanctionnés ensuite par le tsar. Alexandre Balachov devient membre du conseil d’Empire (1810-1834). Il obtient le ministère de la Police en juillet. La direction des Affaires militaires du conseil d’État est confiée à Michel Barclay de Tolly, ministre de la Guerre (30 janvier)[3].

- 20 janvier : l'armée du Midi (Soult) attaque la Sierra Morena. Prise de Grenade (28 janvier), de Séville (30 janvier) et de Malaga (5 février)[4].

- 21 janvier : défaite française à la bataille de Mollet, en Catalogne[5].

- 27 janvier - 5 février : les Britanniques s’emparent de la Guadeloupe[6] (fin en 1816).

## Naissances
- 3 janvier : Antoine d'Abbadie d'Arrast (mort en 1897), savant et voyageur français.
- 29 janvier : Ernst Kummer (mort en 1893), mathématicien allemand.